# A következő áldozat
A következő áldozat (eredeti cím: A Próxima Vitima) 1995-ös brazil telenovella, amelyet Silvio de Abreu alkotott. A főbb szerepekben José Wilker, Tony Ramos, Susana Vieira, Aracy Balabanian és Cláudia Ohana látható.
Brazíliában 1995. március 13. és 1995. november 3. között vetített a Globo. Magyarországon 1998-ban vetítette a TV2.

## Történet
A történet egy este kezdődik, amikor az üzletember Paulo Soares egy furcsa telefonhívást kap, ami miatt elhagyja az irodát. Az utcán taxit próbál hívni, ám egy fekete, rendszám nélküli autó elgázolja őt és a helyszínen meghal.
Ana Carvalho egy dolgozó nő, egy pizzériát üzemeltet. Három gyerekével: Julióval, Sandróval és Karinával él együtt, akik Marcelo Rossival való viszonyából születtek. Marcelo egy gazdag, számító férfi, Francesca Feretto férje, akitől sosem született gyereke. Marecelo nem szereti igazán feleségét, csak anyagi okokból házasodott vele össze, hogy rátehesse kezét a Feretto család tulajdonában álló Ferreto hűtőházra.
Juca egy zöldséges egy sao pauloi piacon, két gyereke van: Tonico és Yara. Egy konzervatív, csökönyös ember, aki mindig is Anába volt szerelmes. Sosem volt mersze megmondani neki, hisz Ana csak Marcelót vette észre.
A Ferreto házban él Filomena, a hűtőház tulajdonosa és a család matriarchája. Egy rideg, kegyetlen nő, aki rendszeresen manipulálja férjét, Eliseót. Francesa, Romana és Carmela Filomena testvérei. Carmela testvéreivel ellentétben egy jellemtelen, manipulálható nő, akit elhagyott férje, Adalberto. Volt férjétől van egy lánya, Isabela, aki egy szép és érzéki nő, ámde gátlástalan és céljai elérése érdekében bárkin képes átgázolni. Megszállottan szerelmes Marcelóba.
Paulo Soares halála azonban mindenki életében új helyzetet hoz: a gyilkos a kínai horoszkóp szerint kezdi sorjában megölni az embereket. Emiatt állandó fenyegetésben kell mindenkinek élni és mivel bárki lehet a "következő áldozat", ezért mindenki bizalmatlanná válik mindenkivel szemben.

## Szereplők
| Színész                 | Szerepnév                                | Magyar hangok     |
| ----------------------- | ---------------------------------------- | ----------------- |
| José Wilker             | Marcelo Rossi                            | Csuja Imre        |
| Susana Vieira           | Ana Carvalho                             | Vándor Éva        |
| Tony Ramos              | José Carlos Mestieri (Juca)              | Mihályi Győző     |
| Aracy Balabanian        | Filomena Ferreto Giardini                | Kassai Ilona      |
| Gianfrancesco Guarnieri | Eliseo Giardini                          | Versényi László   |
| Cláudia Ohana           | Isabela Ferreto Vasconcellos Rossi       | Ősi Ildikó        |
| Natália do Vale         | Helena Braga Ribeiro                     | Kovács Nóra       |
| Otávio Augusto          | Ulisses Carvalho                         | Balázsi Gyula     |
| Tereza Rachel           | Francesca Ferreto Rossi                  | Andai Györgyi     |
| Cecil Thiré             | Adalberto Vasconcellos                   | Pálfai Péter      |
| Vivianne Pasmanter      | Irene Braga Ribeiro                      | Zsigmond Tamara   |
| Lima Duarte             | José Mestieri (Zé Bolacha)               | Papp János        |
| Yoná Magalhães          | Carmela Ferreto Vasconcellos (Cacá)      | Andresz Kati      |
| Marcos Frota            | Diego Bueno                              | Holl Nándor       |
| Vera Holtz              | Quitéria Bezerra (Quitéria Quarta-Feira) | Kocsis Mariann    |
| Nicette Bruno           | Nina Jiovanni                            | Bókai Mária       |
| Flávio Migliaccio       | Vittorio Jiovanni (Vitinho)              | Dobránszky Zoltán |
| Glória Menezes          | Júlia Braga                              | Bessenyei Emma    |
| Francisco Cuoco         | Hélio Ribeiro                            | Nagy Gábor        |
| Paulo Betti             | Detetive Olavo Rodrigues de Melo         | Rosta Sándor      |
| Rosamaria Murtinho      | Romana Ferreto                           | Tóth Judit        |
| Alexandre Borges        | Bruno Biondi                             | Tarján Péter      |
| Zezé Motta              | Fátima Noronha                           | Martin Márta      |
| Antônio Pitanga         | Cléber Noronha                           | Orosz István      |
| Vera Gimenez            | Andréa Barcellos                         | Virághalmi Judit  |
| Mila Moreira            | Carla                                    | Zsolnai Júlia     |

## Érdekességek
- A sorozat főcímében 7 ember látható, akiket egy puska szemszögéből mutatnak, mind a hét ember arca elmosódik és amikor rálőnek, eltűnnek a felvételről. A főcímhez a felvételeket São Paulo különböző helyszínein vették fel.
- Egy feminista szervezet tiltakozott a sorozat vetítése ellen, ugyanis az 50. részben Diego lerúgta a lépcsőn Isabelát, miután leleplezte menyasszonyát, hogy megcsalja őt. Diego ezután  hasba rúgta Isabelát többször. A 171. részben pedig miután Marcelo rájött, hogy Isabela elárulta őt, megütötte és megvágta késsel Isabela arcát. A feminista szervezet azért tiltakozott, mert szerintük a sorozat a nők elleni erőszakot nem vették komolyan és túl brutálisak voltak a jelenetek.[5]
- Sandrinho és Jefferson közti szerelmi viszony volt a sorozat másik fő történet szála. Azért is volt nagy hatással a nézőkre, mert először ábrázoltak melegpártként egy fehér és fekete férfit egy brazil telenovellában.